# Îles du Couriol
Les îles du Couriol sont deux îles reliées entre elles, l'île Blaud et l'île Saint-Thomé. Elles sont situées sur le Rhône, dans les départements de l'Ardèche et  de la Drôme, en région Auvergne-Rhône-Alpes, appartenant administrativement à Beauchastel, Charmes-sur-Rhône, Saint-Georges-les-Bains et Étoile-sur-Rhône.

## Description
Les deux îles reliées s'étendent sur plus de 5,7 km de longueur pour une largeur moyenne d'environ 890 m à l'exception de leur liaison qui ne mesure qu'une cinquantaine de mètres. 
Une grande partie des îles appartiennent au territoire du département de l'Ardèche, à l'exception de la pointe sud qui fait partie de la Drôme.
Elles sont reliées à Beauchastel par une usine hydroélectrique appartenant à la CNR, à Charmes-sur-Rhône par la D11 et à Étoile-sur-Rhône par un barrage.
On y trouve notamment la piscine et le stade municipal de Beauchastel ainsi qu'un camping.